# Stile compendiario
Lo stile compendiario (dal latino compendium, con significato di risparmio, accorciamento, via più breve) distingue una pittura di veloce esecuzione, descritta per la prima volta da Plinio il Vecchio che ne attribuì l'ideazione a Filosseno di Eretria. Oggi lo stile compendiario è riferito anche a dipinti che, grazie alle innovazioni tecniche, si realizzano con grande rapidità.

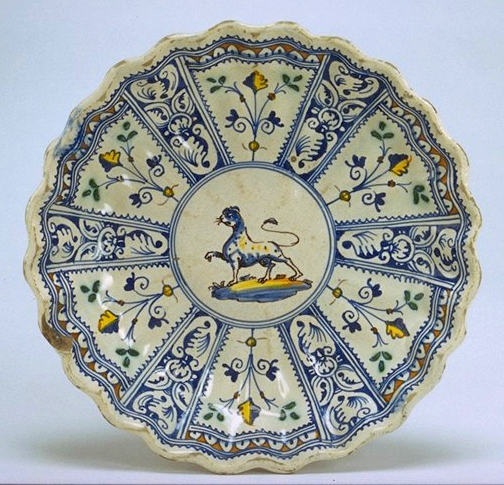
Crespina in stile compendiario, a quartieri, con al centro un felino. Montelupo, XVII secolo, Museo Internazionale delle Ceramiche in Faenza

## Descrizione e storia

### Epoca romana
La pittura dell'età Alessandrina, spesso definita "pittura compendiaria", influenzò il gusto pittorico dell'età imperiale romana, in particolare la decorazione di piatti e di vasi in ceramica. Priva di contorni precisi e marcati, è una decorazione stilizzata, fatta a punta di pennello.

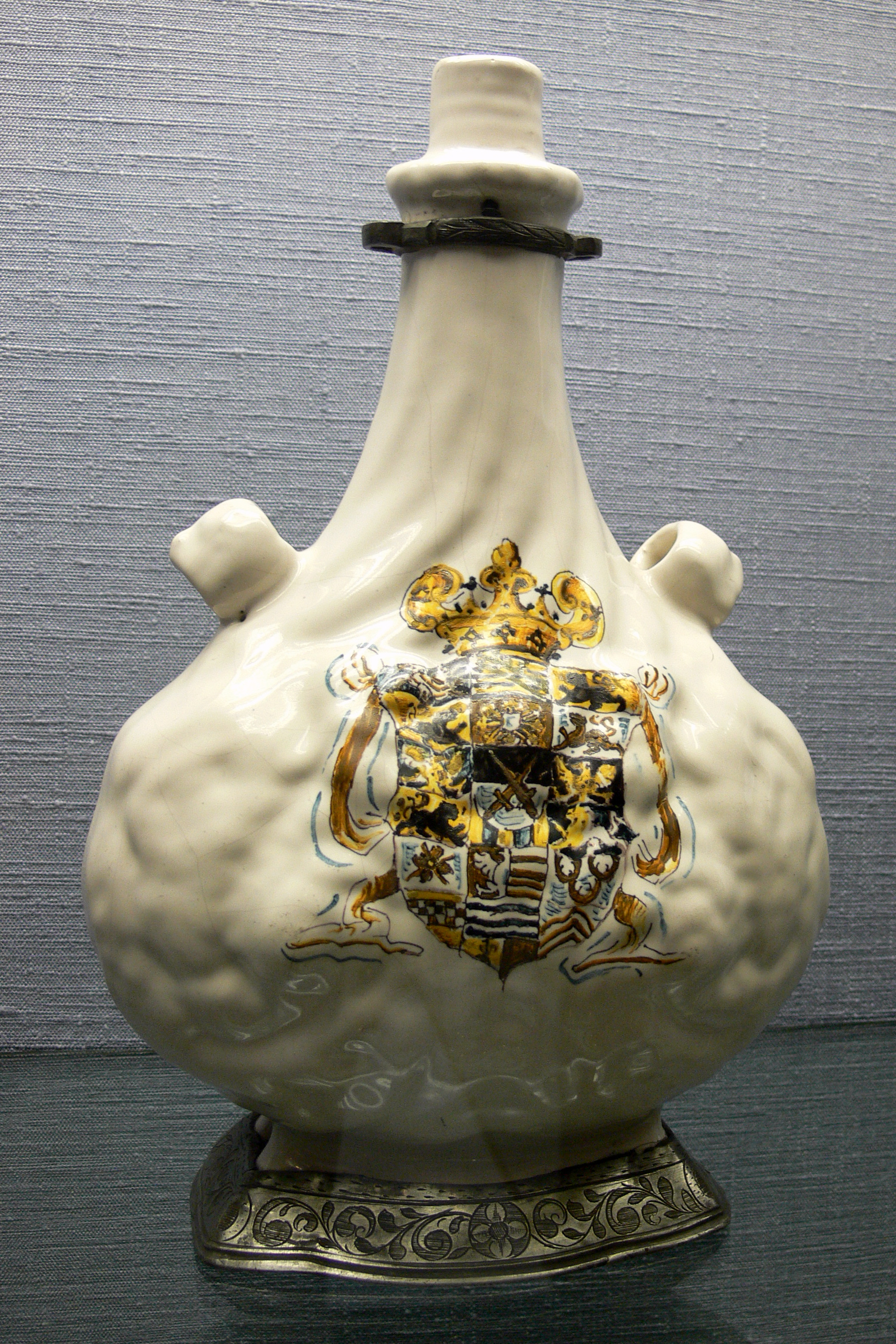
Fiasca bianco di Faenza, 1619-1637, Berlino, Kunstgewerbemuseum

### La maiolica italiana
Gaetano Ballardini nel 1929 definì stile compendiario un tipo di pittura su ceramica, con raffigurazioni leggere e stilizzate, ideato a Faenza nel Cinquecento. I bianchi del XVI e del XVII secolo rappresentano la tipologia decorativa esemplare di questo stile. A Deruta, Nicola Francioli fu tra i primi a dipingere maioliche in stile compendiario. 
Al ceramista faentino Virgilio Calamelli (detto Virgiliotto Calamelli), (1531–1570), al ceramista Leonardo Bettisi (detto Don Pino), (notizie dal 1564 al 1589) e ai Dalle Palle o Giangrandi si deve la nascita dello stile compendiario.
La superficie bianca che copriva il biscotto doveva risultare lucida e corposa, grazie ad uno smalto molto spesso che dava alla maiolica brillantezza e luminosità. Per la decorazione pittorica, che in genere era riservata alla parte centrale del manufatto, si utilizzavano una tavolozza parca di colori - giallo, blu e ocra - ed un'estrema essenzialità di elementi decorativi. I disegni comprendevano a volte esili e solitarie figure, su fondo bianco, circondate da ghirlande stilizzate. Lo stile compendiario, che era una forma di reazione all'eccesso cromatico della ceramica di scuola urbinate, segnava un bisogno nuovo di semplicità e si serviva come base di uno smalto bianco vellutato, superbo per candore. Le figurette erano in movimento, aeree, ottenute con brevi tocchi di colore, senza minuzie descrittive, senza inutile precisione.

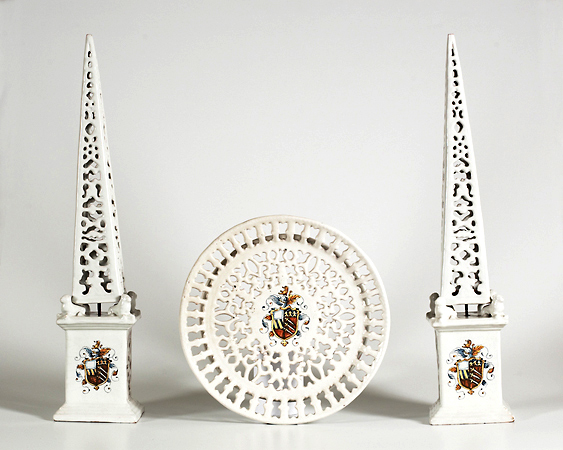
Obelischi e crespina traforati in stile compendiario, Faenza, XVI secolo, Museo Internazionale delle Ceramiche in Faenza

Le maioliche di Laterza in stile compendiario sono decorate con schizzi di pochi elementi e di pochi colori -  in genere blu e giallo, su fondo bianco. Lo stile istoriato laertino è tipico per la monocromia turchina, data su smalto bianco.
La ceramica di Castelli utilizzò lo stile compendiario fino a quando Francesco Grue (1618-1673) sviluppò uno stile istoriato che sostituì quello compendiario.

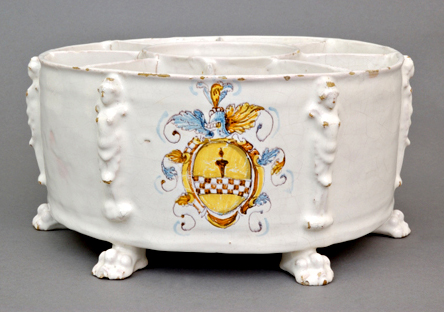
Rinfrescatoio in stile compendiario, con stemma dipinto. Faenza, XVII secolo, Museo Internazionale delle Ceramiche in Faenza

### Ceramica compendiaria italiana nei musei
- Acquapendente, museo della città.
- Deruta, museo regionale della Ceramica, sala del compendiario.
- Faenza, museo internazionale delle ceramiche.
- Firenze, Torre della Pagliazza, Museo della Pagliazza.
- Laterza (TA); Mu.Ma Laterza - Museo della Maiolica.
- Londra, Victoria and Albert Museum.
- Loreto Aprutino, galleria delle antiche ceramiche abruzzesi (museo Acerbo), sala 1.